# La Barrière Santaroga
Ne doit pas être confondu avec Saratoga.
La Barrière Santaroga (The Santaroga Barrier) est un roman de science-fiction de Frank Herbert publié en feuilleton d'octobre 1967 à février 1968 puis en volume complet en octobre 1968, plusieurs années après avoir étudié la psychanalyse. En France, le roman a été publié pour la première fois en 1979 aux éditions Jean-Claude Lattès et traduit par Jean Bonnefoy.

## Résumé
- Si vous ne connaissez pas le sujet, laissez ce bandeau (vous pouvez alors contacter les auteurs).
- Si vous supprimez le contenu mis en cause (vous pouvez préalablement contacter les auteurs),

argumentez précisément cette suppression dans la page de discussion
(un manque de référence n'est pas un argument ; une recherche réelle de référence doit avoir été effectuée, être formellement documentée).
Gilbert Dasein, le héros, est professeur de psychologie à l’université de Berkeley. Son chef de département, le Dr Chami Selador, l'envoie faire un rapport sur la vallée de Santaroga au nom d'un holding qui contrôle une chaîne de magasins. En effet, il y a là comme une résistance au monde extérieur que l’on surnomme la 'Barrière Santaroga'.
Dans cette petite vallée, il n’y a jamais eu de cas de délinquance ni de problèmes psychiatriques… Pourtant, les étrangers n'y sont pas les bienvenus, encore moins les enquêteurs comme les deux prédécesseurs du Dr Dasein, morts accidentellement. Cette fois-ci tout est prévu, les commanditaires savent que Gilbert y connaît une jeune fille, Jenny Sorge, qui fut son élève et sa petite amie. Il accepte donc la mission avec l’espoir de la revoir. 
À son arrivée dans la vallée, les habitants ne sont pas très accueillants avant d'apprendre qu’il est l’ami de Jenny. Dès son premier jour en ville, il lui arrive des accidents mortels, aux causes à la fois simples et très bizarres. Et le Jaspé, ce mot que tout le monde a à la bouche, semble être le centre névralgique de Santaroga. Saura-t-il percer le mystère ? Et surtout, survivra-t-il jusque-là ? 